# Азери у Русији
Азербејџанци у Русији (азер. Русија азәрбајҹанлылары, рус. Азербайджанцы в России) једна су од етничких мањина Руске Федерације. Постоји велики број Азера уА Дагестану, а већина њих у Русију су имиграли у новијем добу. Азери су почели да се насељују у Русији (изузев Дагестана) крајем 19. века, али се њихова миграција интензивирала после Другог светског рата, а нарочито након распада Совјетског Савеза 1991. године. Према попису становништва у Русији за 2010. годину, у Русији живи 603.070 Азера, међутим садашњи број може бити много већи због доласка великог броја радника из Азербејџана. Процењено је да је укупно Азерско становништво Русије од 2002. године могло да достигне чак 3.000.000 људи, са више од пола милиона који живе у Москви, иако се у наредној деценији већина Азера вратило у Азербејџан. Већина азерских миграната после 1991. године дошла је у Русију из руралних делова Азербејџана, Грузије и Јерменије. Данас већина провинција у Русији има више или мање значајне азерске заједнице, највеће, а према статистикама највише их има у Москви, Хантију-Мансију, Краснојарку покрајини, Ростову на Дону, Саратову, Свердловску и у Самари.
По попису из 2010. године 130.919 Азера је живело у Дагестанској Републици, што их чини шестом највећом етничком групом у региону и они чине 4,5% укупног становништва. Већина њих су становници града Дербента који живе у историјској четврти Махал и чине око једну трећину градске популације. Азери чине 58% становништва Дербентског региона (у више од 20. градова и села), 18% становника Табасаранског региона 2,35% Кизларског региона (села Болљшебредихинској и Персидској), 1,64% у Магарамкетском региону и 1,56% у Рутулском региону. Остатак живи у градовима Махачкала, Хасавјурт, Бујнакск и у граду Кизљар.
Међу културним добрима, доступним Азерима у Дагестану, на азерском језику штампане су новине и часописи, постоје 72. јавне школе где се азерски предаје као други језик, као и азерско позориште у Дербенту, основано 1904. године. Кроз историју, азерски народ у Дагестану бавио се производњом тепиха, кројењем, израдом накита и бакарних посуда. У руралним деловима Дагестана, Азери су се углавном бавили пољопривредом. Већина Азера из Дагестана су муслимани шиити.
Године 2000, у председничком декрету, Азери су је заједно са још 13 других етничких група Дагестана добили статус етничке заједнице Дагестана. Од 2011. године, Дагестанско државно веће има четири представника азерске популације.
Почетком 2014. године, азерско становништво Дербента изразило је забринутост због незаинтересованости владе према лошем стању инфраструктуре, честим вандализмима и неовлашћеном уклањању азерских културних знаменитости у граду. Ове забринутости довеле су до протеста и захтева за бољу заступљеност на општинском нивоу. Амерички политички аналитичар Паул Гобле окарактерисао је ове догађаје као "кључну тачку" у међуетничким односима у Дербенту и није искључио могућност да доведу до етничког сукоба који би претио да ће се протезати преко руско-азербејџанске границе.
Након дезинтеграције калифата, град Дербент и његова околина постали су независни емират блиско повезани са суседном државом Ширван. Током овог периода, емират је постао одредиште за миграцију бројних турскијских народа. Овај фактор, као и утицај Селџучког царства, осигуравао је ширење Огхуза у Дербенту већ у 11. веку. Монголска инвазија окончала је независност емирата у наредна два века. У 15. веку, Ибрахим I, постао је нови владар Ширвана и припојио Дербент држави Ширван.
Етничка структура Дербента остала је непромењена све док град није постао део Сафавидског царства у раном 16. веку. Правило овог царства карактерише активна политика пресељења, која има за циљ осигуравање доминације шиитске муслиманске државе у освајаним земљама. Године 1509. у Дербенту се настанило 500 породица Турка Карамана из Табриза. Непознати број турских говорника из Курчи племена било је расељено 1540. године. Пола века касније,400 породица турског говорног клана Баиат пресељено је у Дербент по наређењу које је издао Абас I Велики. 1741. године, Нејдер Шах преселио турске говорнике из клана Микри у Дербент. Треба напоменути да су до 1870. године сви становници Дербента сматрали да говоре заједнички, азерски језик.
Адам Олеариус, који је посећивао ово подручје око 1635. године, описао је Ширван као државу многих народа, а сви, поред њиховог језика, говорили су и турски. У време Петра Великог, током Првог руско-персијсог рата 1722. године, град Дербент су претежно населили Азери.
Северни део Дербента кроз историју насељавали су Тараками, људи који говоре турски, средни народ са Карапапаксима, који су се понекад класификовали као посебна етничка група до 20. века. Тараками потичу из разних делова Ширвана, а населио их је Хан Мухамед на север града Дербента око 1600. године. Од тада подручје је названо Таракама махал и представљало је административну јединицу до почетка 20. века. Округ Таракама махал је обухватао 10 села. Године 1736. око 300 породица Таракама из Каитага напредовало је даље преко реке Сулак и населило се у Терек долини у три села, где су касније помешали с Кумиксима. Остатак народа се постепено асимиловао међу Азерима, а и данас се већина њих изјашњава Азери.
Данас је 16 од 40 насеља у Дербенту већинско насељено Азерима, а у још девет, Азери чине релативну већину или значајну мањину. Дербент је још увек био претежно насељен Азерима 1897. године, са 9.767 особа које су чиниле 66,7% њеног становништва. Иако је њихов број наставио да расте, због велике имиграције у граду, по попису из 2010. године, Азери су чинили само 32,3% укупног становништва са 38.523 лица.
- Мапа Дагестана, на којој је популација Азера обележена жутом бојом (2002)
- Распрострањеност Азера у Русији (2010)